# Libyen i olympiska sommarspelen 1992
Libyen deltog i de olympiska sommarspelen 1992 med en trupp, men ingen av landets deltagare erövrade någon medalj.

## Friidrott
Herrarnas maraton
- Mohamed Khamis Taher → 75:e plats (2:35,46)